# Martim Moniz
Pour les articles homonymes, voir Moniz.
Pour la station de métro, voir Martim Moniz (métro de Lisbonne).

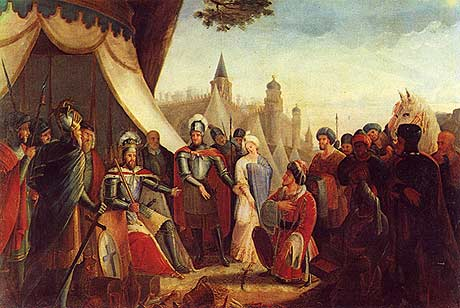
Siège et prise de Lisbonne par Alphonse Ier de Portugal le 25 octobre 1147.

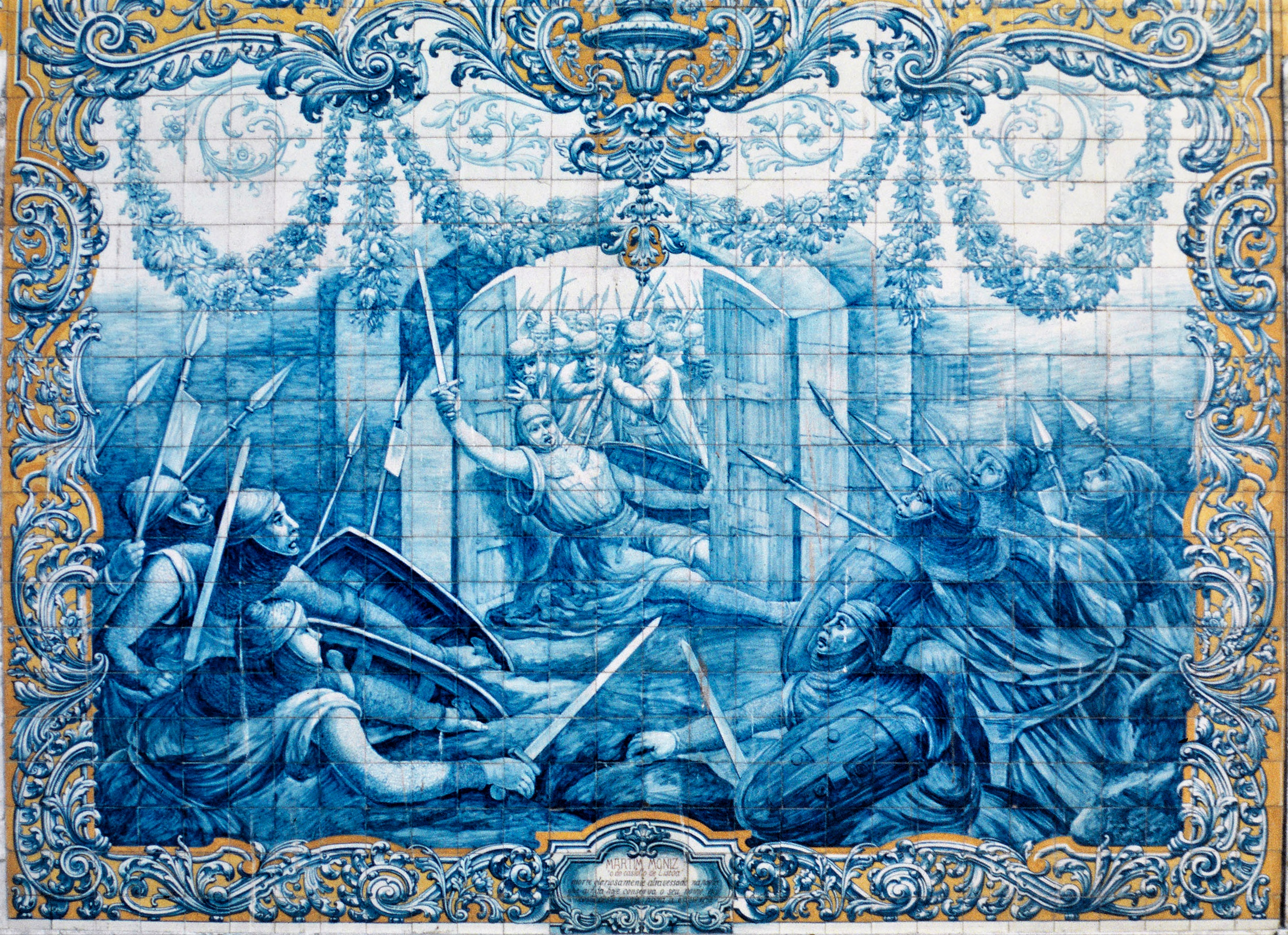
"Martim Moniz, celui du Castello de Lisboa, meurt glorieusement par la porte qui porte encore son nom". Azulejos du XIXe siècle, par Pereira Cão, au Palácio da Rosa, Largo da Rosa, Lisbonne. Il représente un épisode du siège de Lisbonne en 1147.

Martim Moniz (mort en 1147) était un chevalier portugais de naissance noble, arrière-arrière-petit-fils de Ferdinand Ier de Castille, qui s'est rendu célèbre pour son comportement héroïque dans le siège de Lisbonne en 1147, évènement historique majeur marquant l'aboutissement de la période de Reconquista du Portugal sur les Maures.
Selon la légende, Martim Moniz était un chevalier participant à la force chrétienne d'invasion, menée par le roi Alphonse Ier de Portugal, dans la reconquête de la ville de Lisbonne, pendant la Reconquista. Lors du siège du château Saint-Georges, il vit se fermer les portes du château. Il saisit immédiatement que ces portes permettraient de pénétrer dans le château et il se sacrifia en s'allongeant de tout son corps en travers de l'entrée, empêchant les défenseurs de fermer entièrement ces portes, rendant ainsi possible la prise du château.
Cet acte héroïque permit à ses compagnons d'armes de le rejoindre et de bloquer les vantaux, facilitant ainsi la ruée des chrétiens. Martim Moniz a été écartelé lors de cet assaut. Pour lui rendre hommage, l'une des portes historiques, supposée être la porte par laquelle la brèche fut percée, fut nommée Porta Martim Moniz (porte de Martim Moniz) en son honneur.
Il y a actuellement plusieurs monuments et parcs baptisés du nom de Martim Moniz à Lisbonne, dont une station de métro, et par extension le quartier où celle-ci se situe. La station comporte une description graphique stylisée représentant l'évènement sur l'un de ses murs.
Martim Moniz eut trois enfants avec Teresa Afonso :
1. Pedro Martins da Torre (11??-1???), seigneur da Torre de Vasconcelos (ancêtre d'une importante lignée de Vasconcelos);
2. João Martins de Cabreira Salsa (1???-1???);
3. Martim Martins de Cabreira (1???-12??).